# Bâtiment Altiero-Spinelli
Le bâtiment Altiero Spinelli – abrégé ASP – est un lieu de travail du Parlement de l'Union européenne à Bruxelles. Il est relié par le pont Konstantinos Karamanlis au bâtiment Paul-Henri Spaak et par le pont circulaire Konrad Adenauer aux bâtiments József Antall et Willy Brandt.
Il fait partie du complexe de bâtiments parlementaires de Bruxelles dénommé « Espace Léopold ».

## Origine du nom
Son nom actuel, adopté en 1999, est celui d'Altiero Spinelli, un des pères de l'Europe.

## Services
Le bâtiment Altiero Spinelli (ASP) abrite les services audiovisuels du Parlement européen de Bruxelles, les bureaux de certains députés et assistants parlementaires, certains services de restauration (restaurant des députés, sandwicherie, etc.), un carrefour (au niveau -2), un pressing, une agence de voyages, une libraire et la bibliothèque Francisco Lucas Pires.

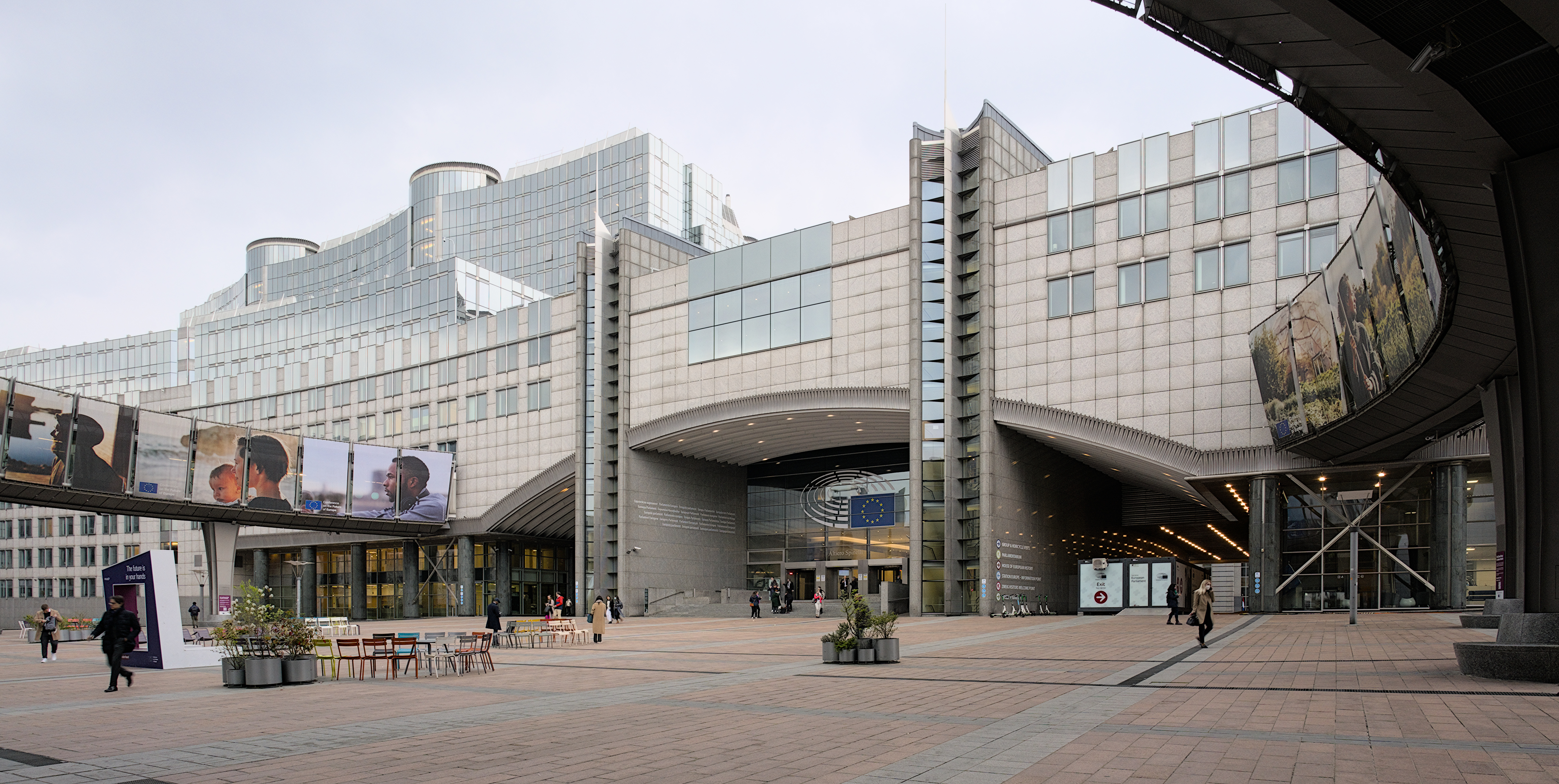
Le bâtiment Altiero Spinelli vu depuis l'Agora Simone Veil.
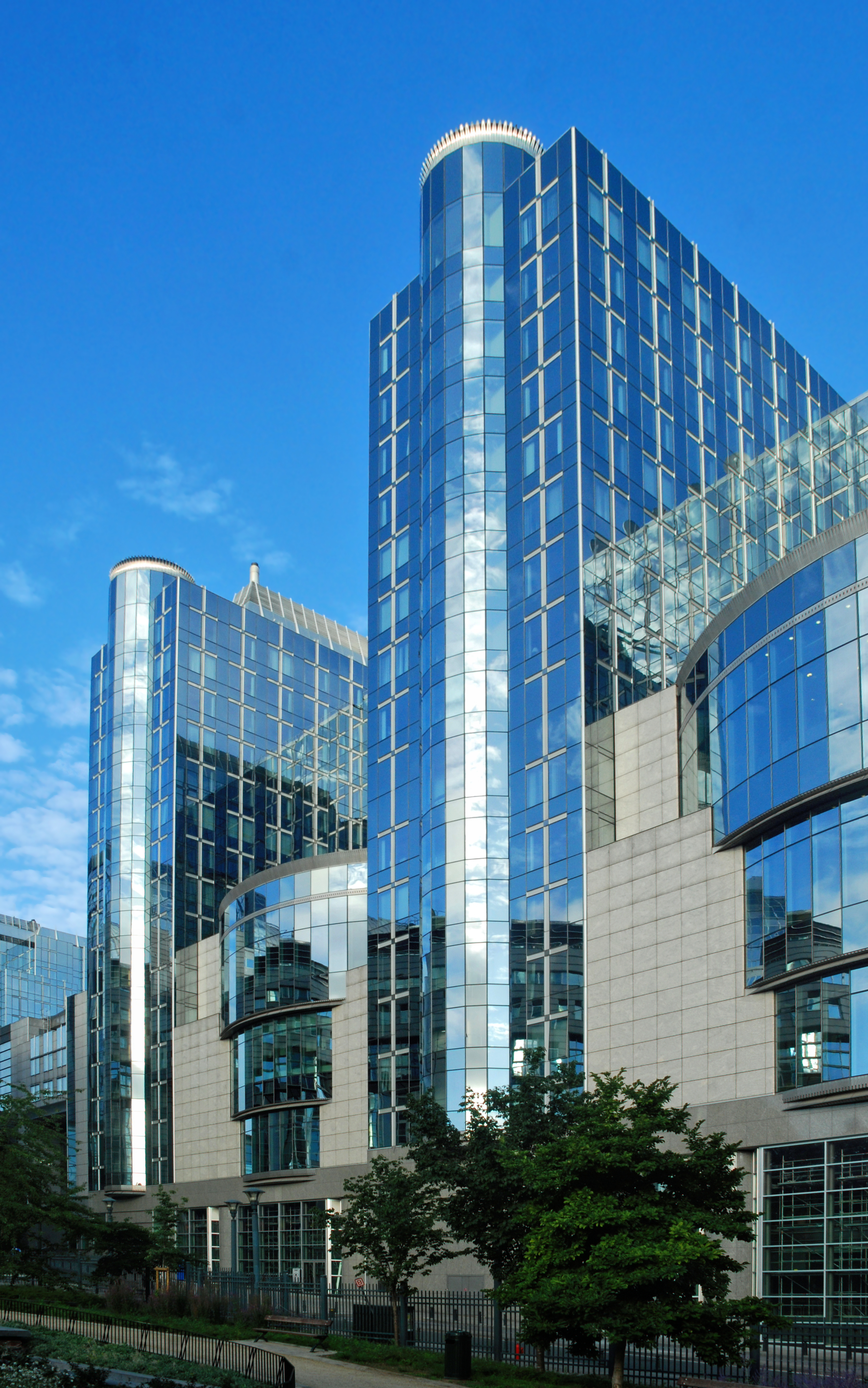
L'arrière du bâtiment Altiero Spinelli, rue Wiertz.
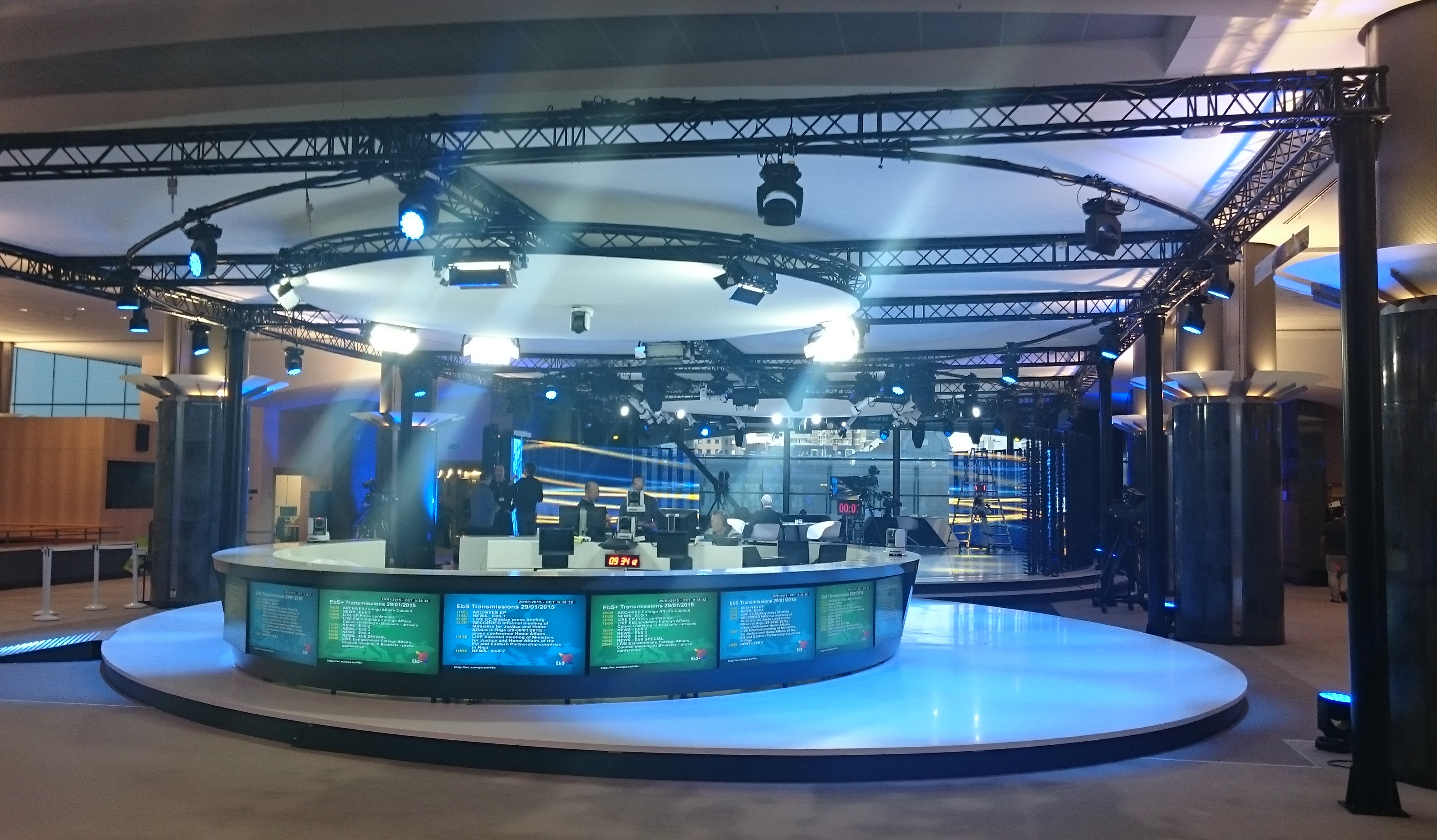
Plateau de télévision au 3e étage du bâtiment Altiero Spinelli.
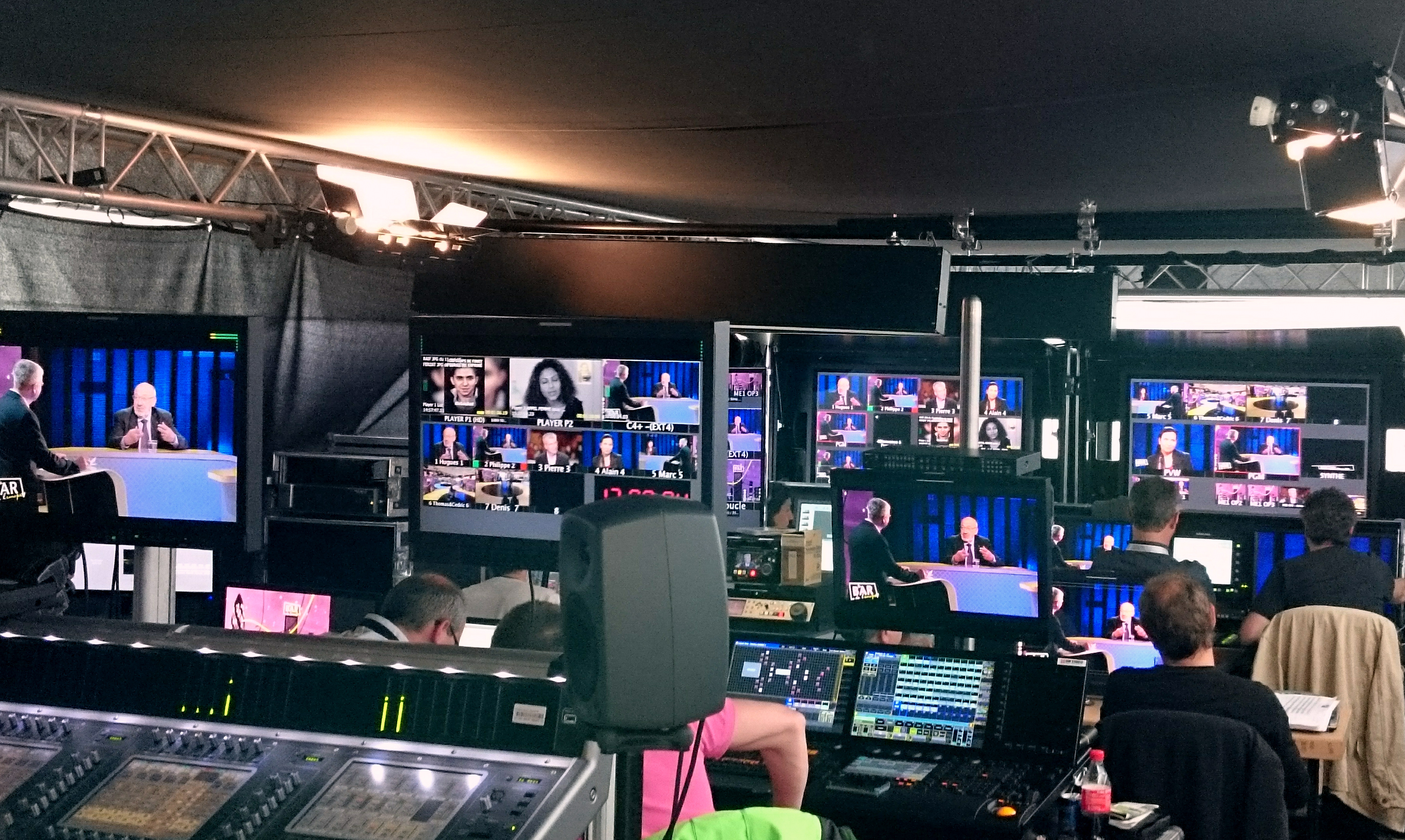
Régie du service audiovisuel du Parlement à Bruxelles.
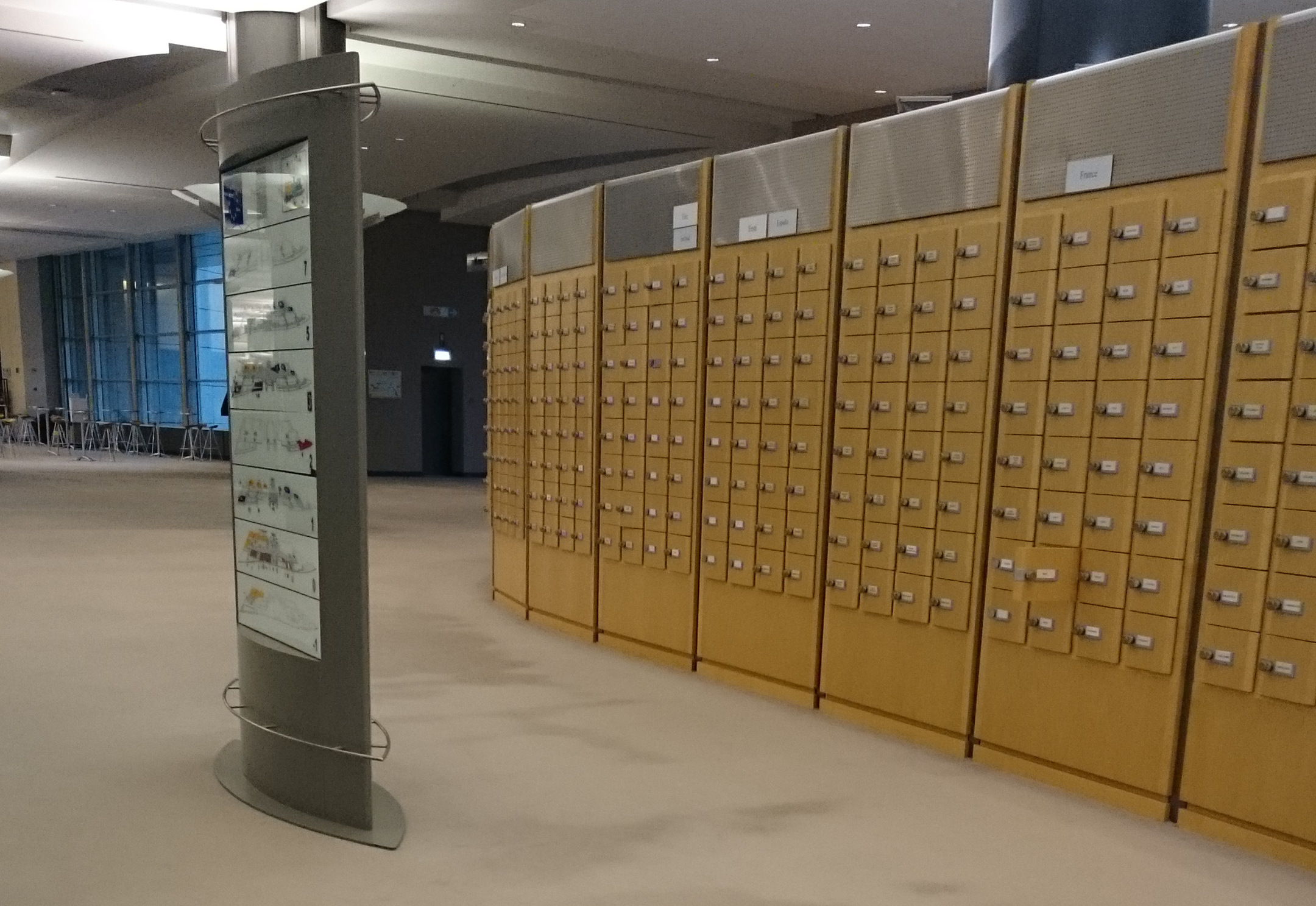
Boites aux lettres principales des députés au 3e étage de l'ASP.
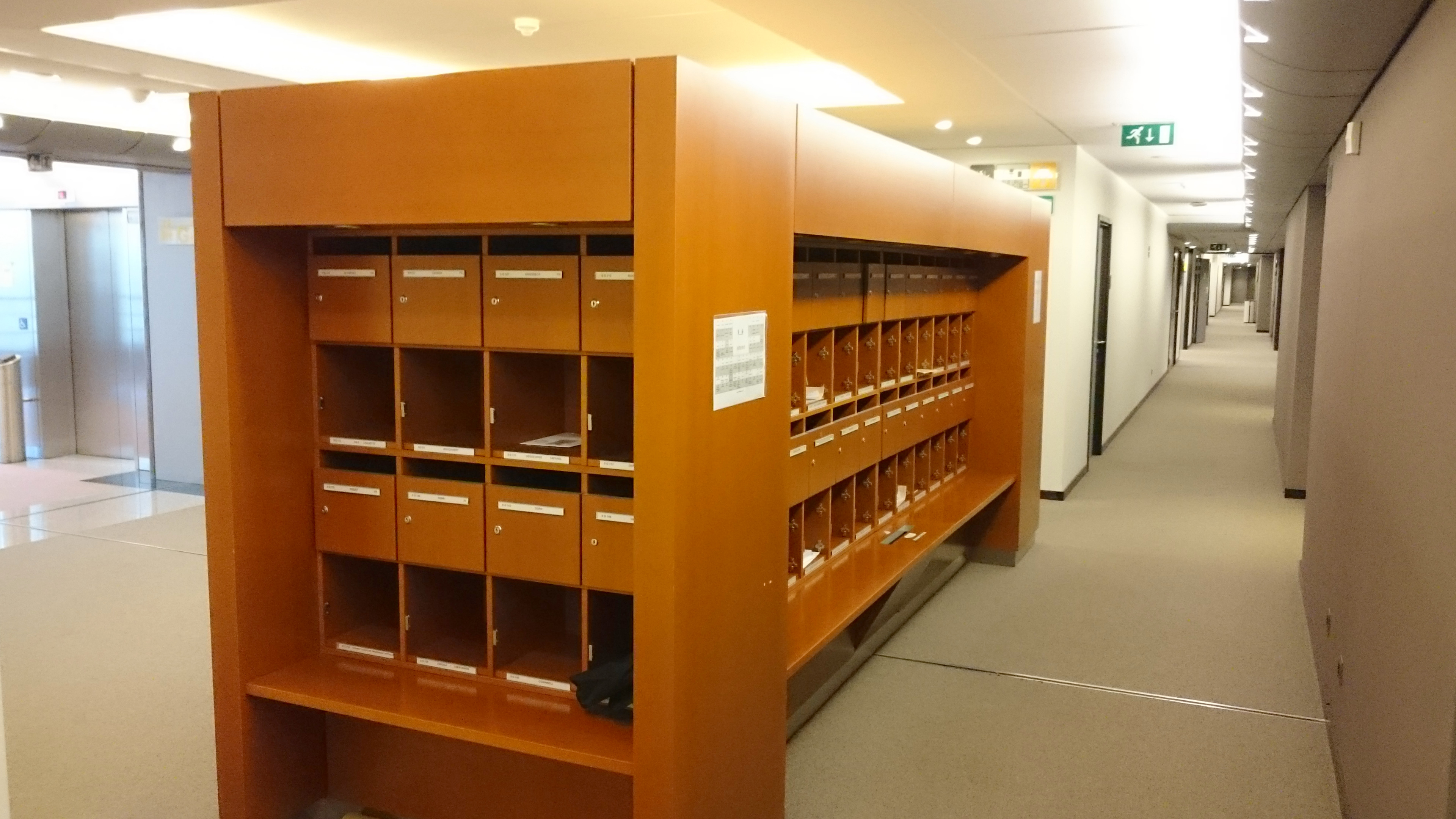
Boîtes aux lettres des députés et assistants parlementaires (étages des bureaux).
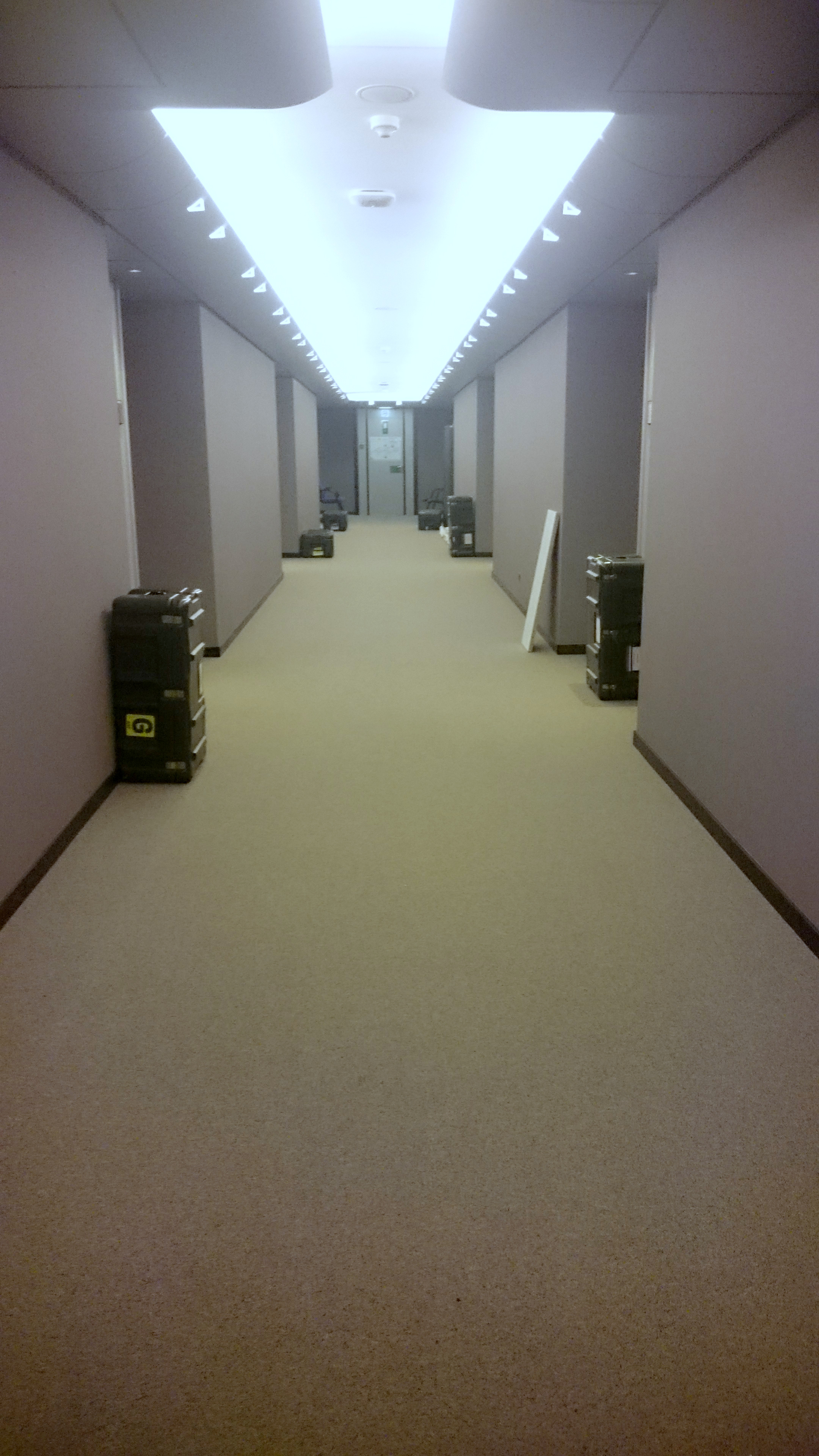
Couloirs menant aux bureaux des députés et assistants parlementaires.
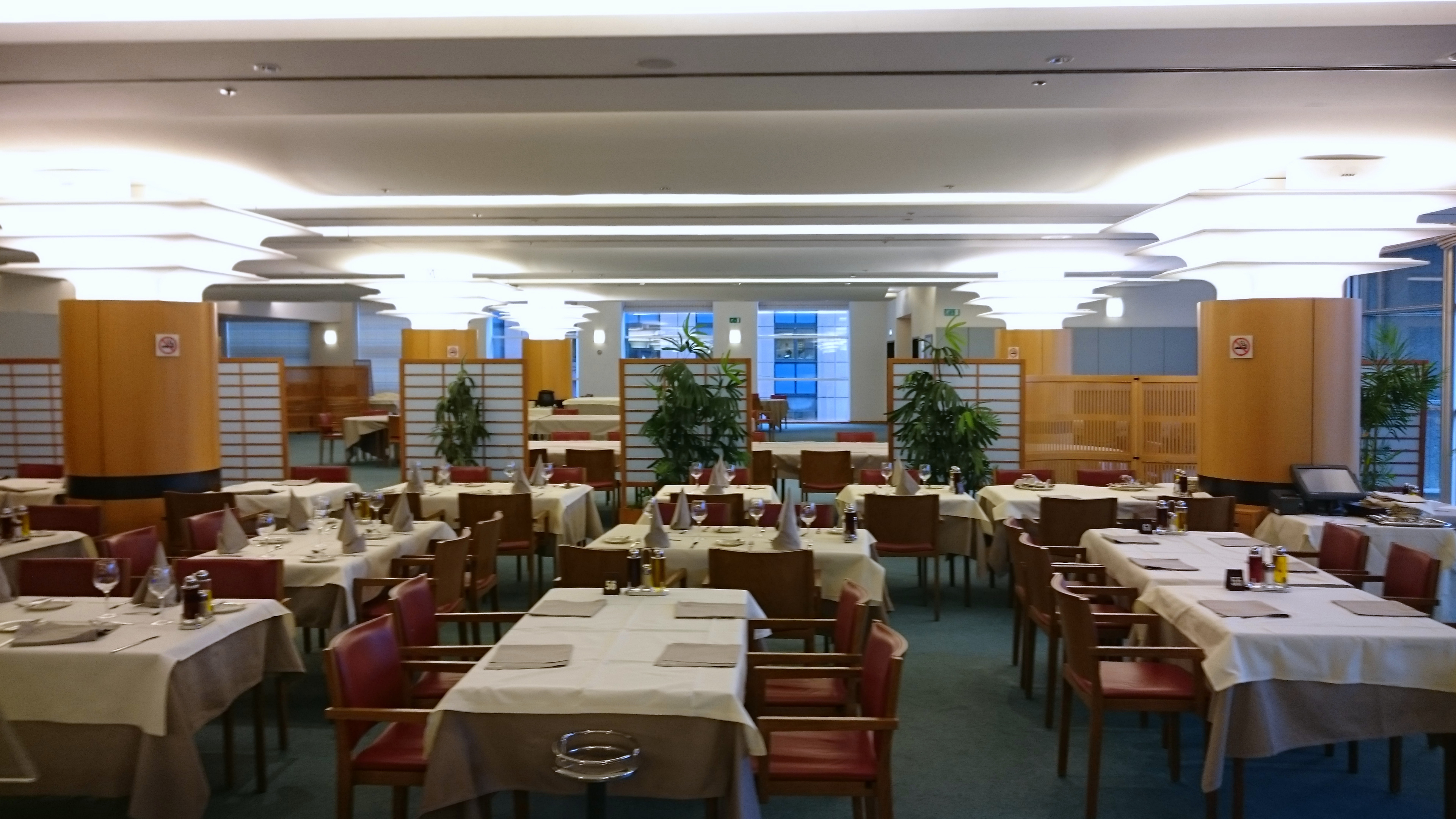
Le restaurant des députés.
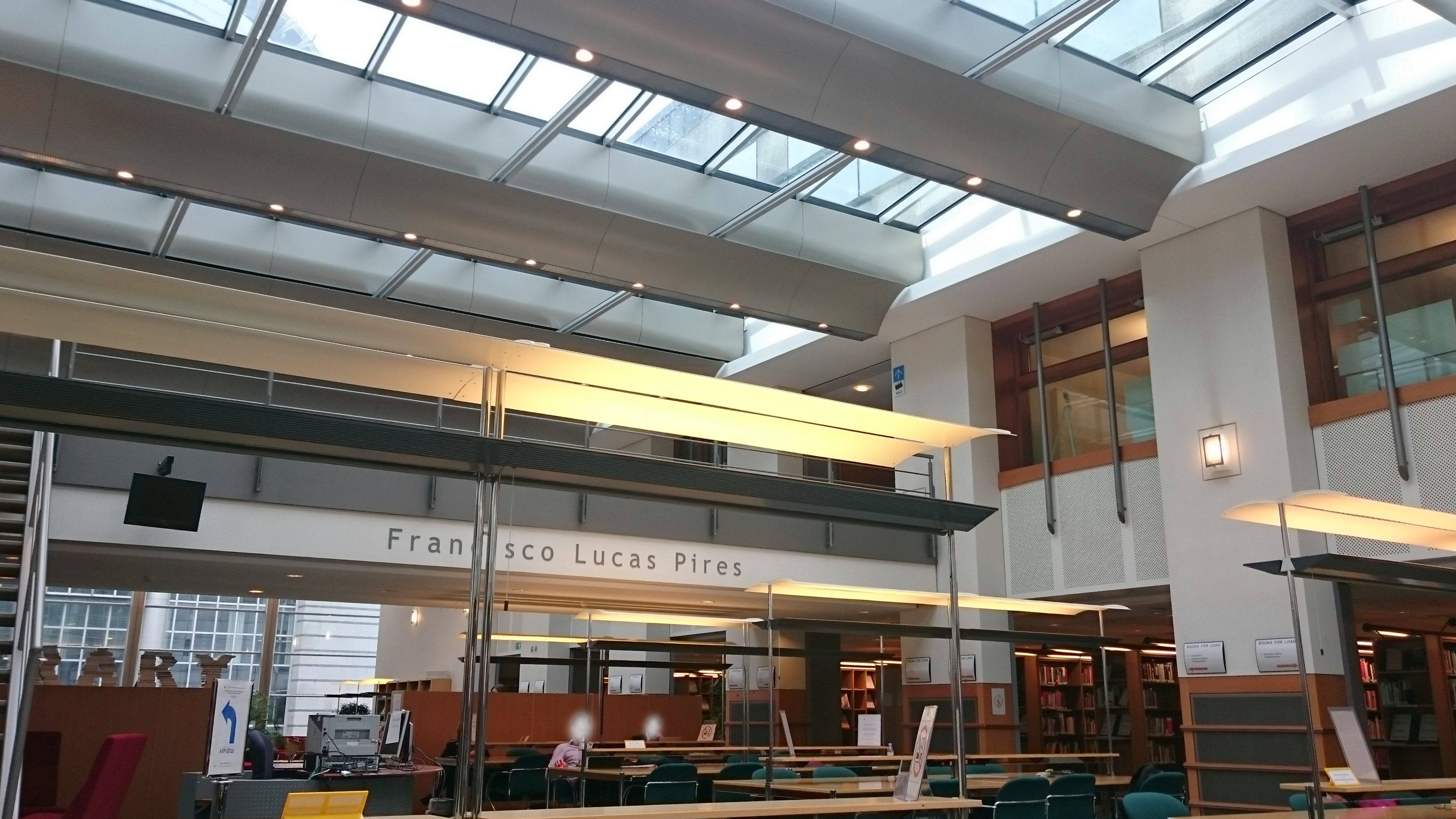
Bibliothèque Francisco Lucas Pires.
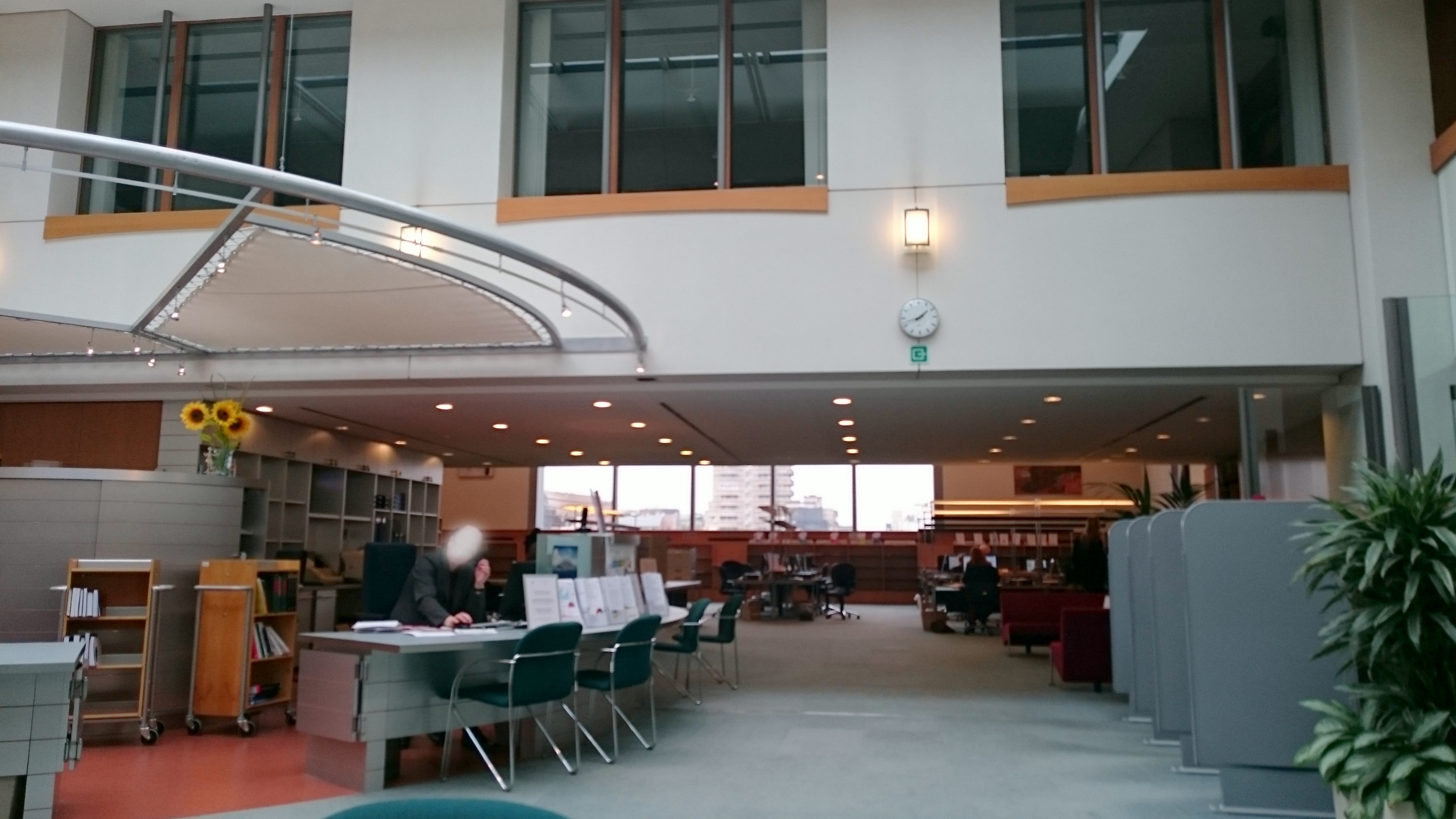
Entrée de la Bibliothèque Francisco Lucas Pires.
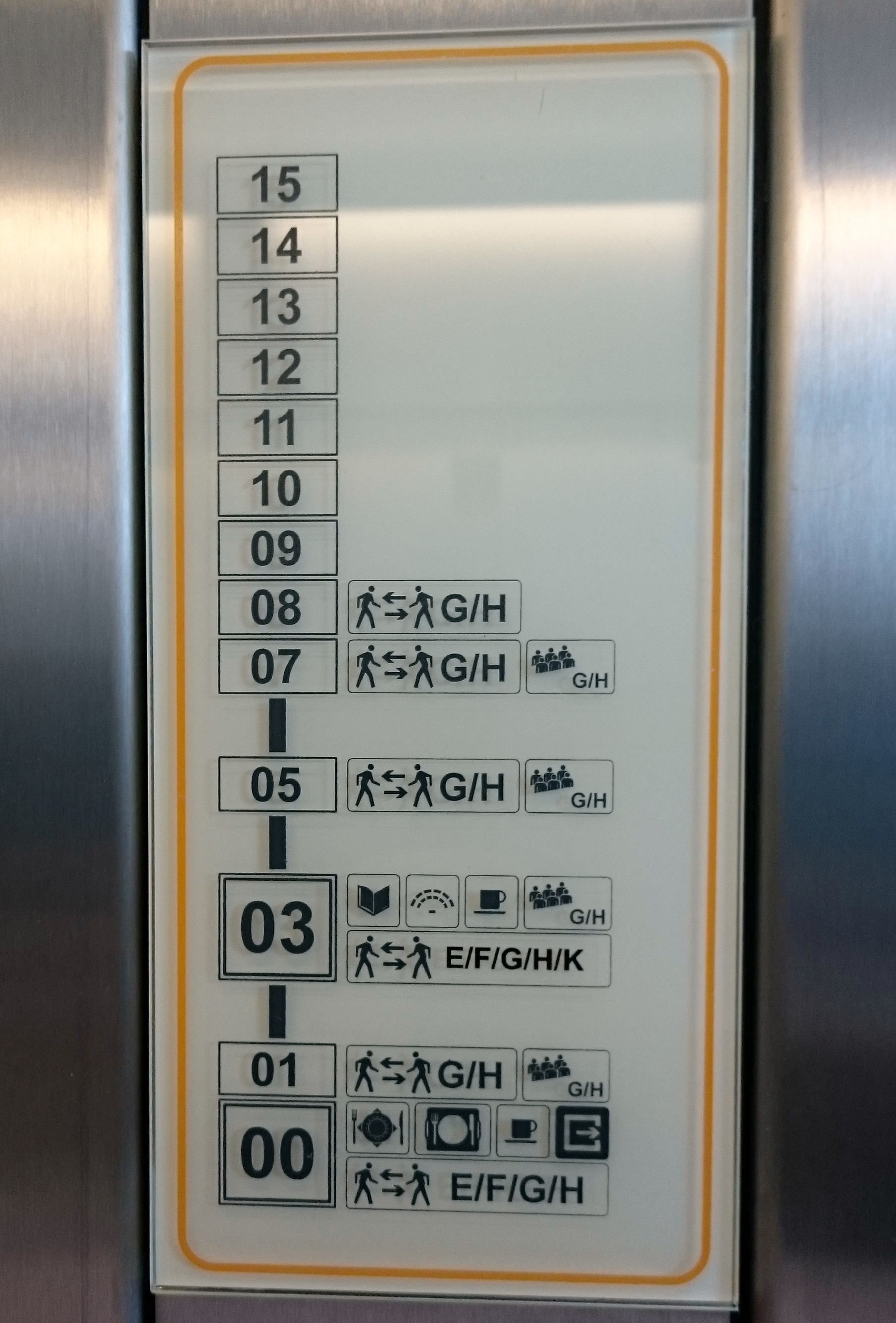
Système de localisation au sein des bâtiments du Parlement européen.
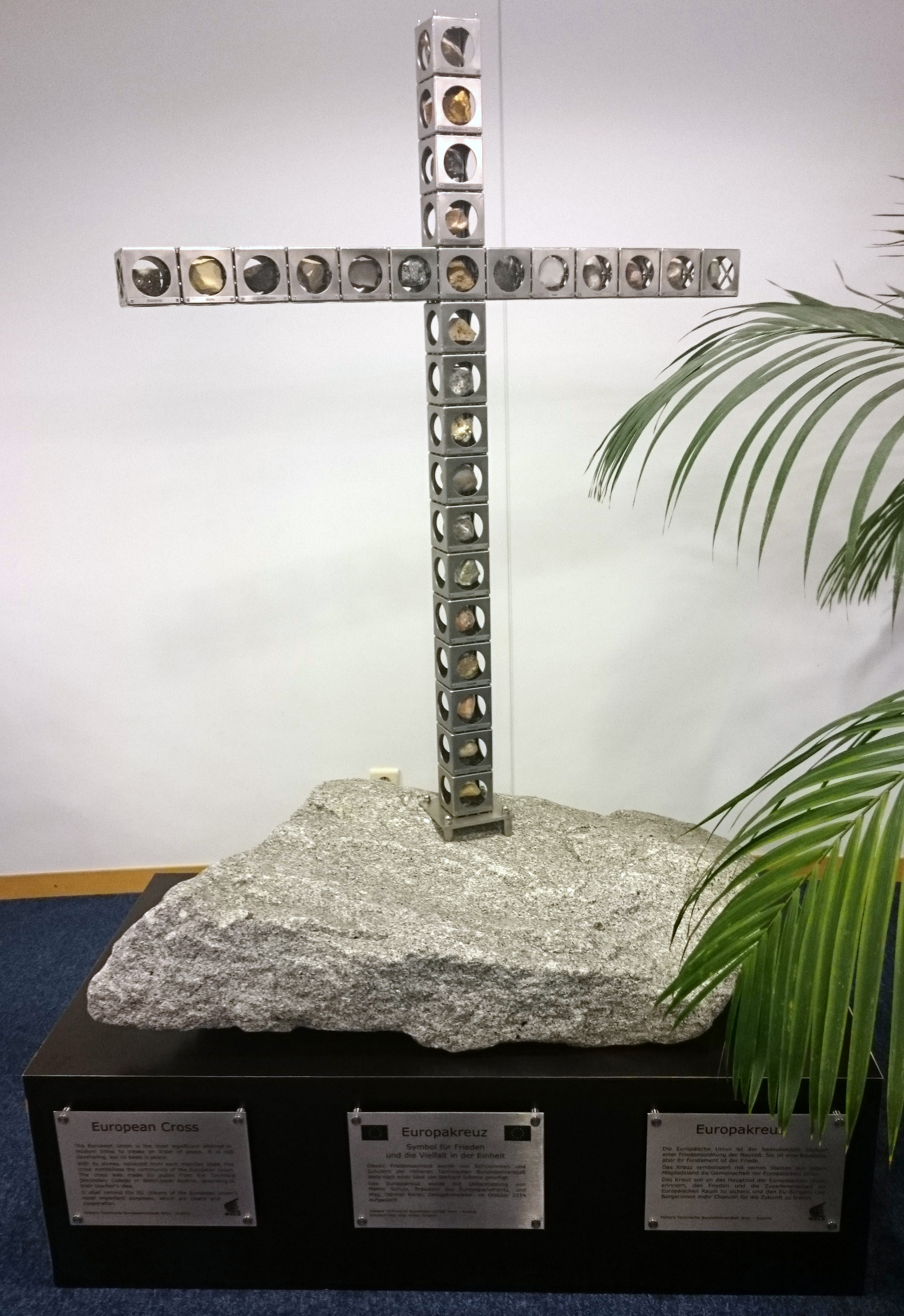
Croix de l'Europe situé sur le pont circulaire reliant l'Altiero Spinelli au József Antall.

## Sources

## Compléments